# Цушко Василь Петрович
Васи́ль Петро́вич Цушко́ (нар. 1 лютого 1963, Надрічне, Тарутинський район, Одеська область) — український політик. 
Голова Одеської обласної державної адміністрації (2005–2006). З 1 грудня 2006 по 18 грудня 2007 перебував на посаді Міністра внутрішніх справ України. Міністр економіки в уряді Миколи Азарова з 11 березня 2010 по 9 грудня 2010, з 16 грудня 2010 — голова Антимонопольного комітету України. Чотири рази обирався депутатом Верховної ради України: у 1994, 1998, 2002 і 2006 роках.
На даний момент обіймає посаду заступника голови партії «Соціалістична партія Олександра Мороза».

## Біографічні відомості
Народився 1 лютого 1963 року у молдовомовному селі Надрічне Тарутинського району Одеської області, в сім'ї селян.
У 1978 році, після закінчення восьми класів середньої школи, вступив до Ізмаїльського технікуму механізації та електрифікації сільського господарства, який закінчив у 1982 році з відзнакою та отримав спеціальність техніка-механіка. Цього ж, 1982 року, вступив до Одеського сільськогосподарського інституту на економічний факультет. Після закінчення першого курсу інституту був призваний на строкову військову службу. Служив у Казахстані, м. Алма-Ата, у військах ППО.
У 1985 році демобілізувався і повернувся до інституту, який закінчив у 1988 році; одержав спеціальність «економіст».
У 2005 році здобув кваліфікацію юриста Національного університету внутрішніх справ.
В серпні 1987 року Цушко почав працювати економістом в рідному виноробному радгоспі-заводі імені С. Лазо, Тарутинського району Одеської області. У лютому 1988 року був призначений заступником директора радгоспу «Прогрес» у селі Вознесенка-II Тарутинського району Одеської області. У липні 1989 року, у віці двадцяти шести років, став директором радгоспу-заводу імені С. Лазо. На той час, законодавство передбачало обрання директорів колективом підприємства; Василь Петрович Цушко був обраний одноголосно.

## Політична кар'єра
У березні 1994 року Василь Цушко вперше був обраний депутатом Верховної Ради України (здобув перемогу в другому турі голосування у виборчому окрузі № 315 — Тарутинський та Саратський райони Одеської області). У парламенті став членом комітету з фінансів і банківської діяльності.
У березні 1998 року Василь Цушко був переобраний депутатом Верховної Ради. Він переміг у виборчому окрузі № 140 (Кілійський, Ізмаїльский, Арцизький, Тарутинський райони Одеської області), набравши 42,6 % голосів. За підтримки Соціалістичної партії України (СПУ) він став секретарем комітету з фінансів і банківської діяльності Верховної Ради України.
У вересні 1998 року В. П. Цушко залишив пост керівника одеської обласної організації та склав повноваження члена вищої ради Селянської партії.
У 2001 році Василь Цушко і редактор газети «Сільські вісті» Іван Бокий створили власну «Партію захисту інтересів селян», структуру якої побудували на базі передплатників газети «Сільські вісті». Партія була зареєстрована у вересні 2001 року, але вже в січні 2002 року злилася з СПУ. В. П. Цушко і Бокий стали членами політради СПУ. У квітні 2002 року В. П. Цушко був обраний депутатом Верховної Ради за виборчим списком СПУ (16-те місце, а всього партія отримала 20 депутатських мандатів).
За підтримки фракції Соціалістичної партії України (СПУ) був обраний першим заступником голови комітету з фінансів і банківської діяльності Верховної Ради України.
З лютого 2005 року по травень 2006 року Цушко обіймав посаду голови Одеської обласної державної адміністрації. У березні 2006 року одночасно пройшли вибори депутатів Верховної Ради України та Одеської обласної ради. З 120 місць в обласній раді СПУ отримала лише 20: переможцем кампанії стала Партія регіонів (49 мандатів), а третє місце посів Блок Юлії Тимошенко (14 мандатів). На виборах до Верховної Ради В. П. Цушко пройшов за виборчим списком СПУ — № 12 у виборчому списку. Всього його партія отримала 33 депутатських мандата. В. П. Цушко відмовився від посади губернатора Одеської області і став депутатом українського парламенту, пояснивши своє рішення «недостатньо сильною позицією СПУ в обласній раді».
25 травня 2006 року Василь Цушко склав присягу депутата Верховної Ради та став заступником голови фракції СПУ Олександра Мороза, а також членом комітету з фінансів і банківської діяльності Верховної Ради України. 7 липня 2006 року, коли Мороз став головою Верховної Ради, Цушко того ж дня був обраний першим секретарем політради СПУ і керівником партійної фракції в парламенті.
У жовтні 2006 року в Україні розпочалася внутрішньополітична криза, викликана протистоянням Президента Ющенка та прем'єр-міністра Януковича (перший прагнув розширити свої владні повноваження та обмежити повноваження останнього).
1 грудня 2006 року, після того, як Верховна Рада відправила у відставку колишнього голову МВС Юрія Луценка, Цушко став міністром внутрішніх справ України.
12 березня 2007 року лідери парламентських фракцій «Наша України» та БЮТ в присутності президента Віктора Ющенка і за його підтримки підписали спільну заяву, в якій виклали свої вимоги до «антикризової» коаліції. Серед цих вимог було: відправити у відставку міністра внутрішніх справ Василя Цушка та генерального прокурора Олександра Медведька, а також вивести внутрішні війська з підпорядкування МВС та підпорядкувати їх безпосередньо Президенту.
17 березня 2007 року Василь Цушко провів свою першу, з моменту призначення на посаду міністра, прес-конференцію та заявив, що «в країні відбувається ескалація конфлікту, що може призвести до серйозних наслідків». Він закликав населення утриматися від участі в масових акціях протесту і повідомив, що загалом різні політичні сили мають намір привести до Києва близько 100 тисяч своїх прихильників. Масові акції в Києві розпочалися 31 березня 2007 року.
2 квітня 2007 президент України Віктор Ющенко підписав указ про дострокове припинення повноважень Верховної Ради України, призначивши проведення дострокових парламентських виборів на 27 травня 2007 року. Парламент відмовився підкоритися указу президента, а уряд ухвалив рішення не фінансувати проведення дострокових виборів депутатів Верховної Ради. 5 квітня 2007 року на позачерговому засіданні Ради національної безпеки і оборони України було ухвалене рішення зобов'язати уряд фінансувати дострокові вибори: проти проголосували тільки Цушко і перший віце-прем'єр Микола Азаров. Того ж дня Василь Цушко дав розпорядження виділити понад тисячу міліціонерів на охорону будівлі Верховної Ради. 11 квітня Кабінет Міністрів України повторно відмовився фінансувати проведення виборів.
18 квітня 2007 року будівлю Конституційного Суду України було заблоковано представниками опозиції, які намагалися перешкодити проведенню засідання суду. Розблокування відбулося за наказом В. П. Цушка силами спецпідрозділів «Барс» та «Беркут». Також 18 квітня 2007 року фракції БЮТ та НУНС в парламенті склали депутатські мандати.
24 травня 2007 року Ющенко видав Указ Президента України № 469/2007 від 24 травня 2007 року про скасування Указу Президента України № 357/2007 від 26 квітня 2007 року про поновлення Піскуна С. М. на посаді Генерального прокурора України. Указом Президента України № 470/2007 від 24 травня 2007 року Ющенко призначив Шемчука В. В. тимчасово виконуючим обов'язки Генерального прокурора України. Однак, зусиллями Василя Цушка і підлеглими йому органами внутрішніх справ (в тому числі ДАІ), призначення Шемчука В. В. на посаду не відбулось, так як воно порушує чинні нормативно правові акти, зокрема Закон України «Про прокуратуру». Ввечері 24 травня 2007 р. бійці спецпідрозділу МВС «Титан» взяли будівлю Генеральної прокуратури України під охорону, згідно з договором про охорону, що був підписаний МВС та ГПУ 24 травня.
Вранці 25 травня всі співробітники Управління державної охорони залишили будівлю Генпрокуратури. Того ж дня Шемчук порушив чотири кримінальні справи: три — за фактами захоплення будівлі ГПУ, перевищення влади співробітниками МВС та втручання в діяльність правоохоронних органів і ще одну — щодо Василя Цушка за перевищення службових повноважень. Розслідуванням справ займалася Служба безпеки України.
Також Василь Цушко відмовився виконувати виданий 25 травня 2007 указ Ющенка, яким той вивів внутрішні війська з підпорядкування голови МВС України та перепідпорядкував їх Президентові країни. 26 травня 2007 Солом'янський районний суд Києва зупинив дію цього указу Ющенка, але вже 29 травня 2007 року рішення Солом'янського районного суду було зупинене колегією суддів Київського апеляційного адміністративного суду.
27 травня міністр Василь Цушко звернувся до поліклініки МВС, що знаходиться на території МВС. Лікарями було поставлено діагноз — інфаркт, та здійснено негайну госпіталізацію міністра. Вже о 18.00 Василь Петрович Цушко перебував у реанімаційній палаті шпиталю МВС.
30 травня 2007 була оприлюднена інформація про те, що Цушко був госпіталізований з діагнозом «інфаркт міокарда» і перебуває у Центральному шпиталі МВС. Публікувалася інформація про те, інфаркт міг бути викликаний отруєнням, однак політичні опоненти Василя Цушка заявили, що хвороба міністра є симуляцію з метою уникнути відповідальності за протиправні дії в ГПУ 24 травня 2007 року.
31 травня 2007 на реанімаційному літаку В. П. Цушко був перевезений до клініки в місто Ганновер (Німеччина), де був прооперований.
1 червня 2007 представникам МВС України та знайомим довелося спростовувати інформацію про смерть Цушка, яка з'явилася в ЗМІ.
5 червня 2007 В. П. Цушко заявив, що зробить все для того, щоб співробітники МВС залишалися поза політикою, а також відзначив їх витримку і професіоналізм під час подій в будівлі Генеральної прокуратури і при спробі направити до Києва підрозділи внутрішніх військ.
У липні 2007 року Василь Цушко повернувся в Україну. На прес-конференції, що відбулася в серпні 2007 року, він у відповідь на питання про стан його здоров'я заявив: "Я відповім по-одеськи: «Не дочекаються!» При цьому Василь Цушко відмовився говорити про своє отруєння, але ЗМІ, пов'язані з його політичними опонентами, інтерпретували цю відмову як заперечення ним самого факту отруєння. Проте вже у вересні В. П. Цушко виступив із заявою про те, що йому «допомогли захворіти».
14 липня 2007 року всі кримінальні справи проти Василя Цушка були закриті Печерським районним судом міста Києва. На початку вересня 2007 року, через місяць після того, як почалася кампанія з дострокових парламентських виборів, Василь Цушко на зустрічі з виборцями Харкова назвав себе особистим ворогом Ющенка.
На початку серпня 2007 року було сформовано виборчий список кандидатів у народні депутати від Соціалістичної партії України, в якому Цушко був другим.
26 вересня 2007 Василь Петрович Цушко заявив, що кількома днями раніше отримав матеріали, які документально підтвердили факт того, що його було отруєно теофіліном і дигоксином, — саме вони спричинили його захворювання і призвели до інфаркту міокарда. Він надав висновки медичних лабораторій Німеччини. «27 серпня ми отримали три проби сироватки крові Василя Цушка, які були взяті в Україні 27 травня, — йдеться у висновку лабораторії міста Рамштайн. — Ми вирішили надати одну пробу у токсикологічний інститут університетської клініки землі Саар, а іншу — у токсикологічну лабораторію міста Бремен». В результаті обох досліджень лікарі прийшли до висновку, що в наданих пробах міститься несумісна з життям людини доза теофіліну (493,8 мкг/мл) — фармакологічного препарату, токсичного для людини в дозі від 20 мкг/мл. Наступного дня Василь Цушко особисто передав ці матеріали генеральному прокурору України Олександру Медведьку.
30 вересня 2007, в день дострокових виборів до українського парламенту, за 15 хвилин до оголошення результатів екзіт-полів, В. П. Цушко заявив про своє рішення піти у відставку з поста міністра внутрішніх справ. Своє рішення він аргументував тим, що ще в п'ятницю, 28 вересня, різко погіршився стан його здоров'я, а на лікування та реабілітацію потрібен час, тому «з етичних міркувань» він не хоче формально займати міністерську посаду. Виконуючим обов'язки міністра внутрішніх справ став його перший заступник Михайло Корнієнко. 1 жовтня 2007 з'ясувалося, що за українським законодавством особа, яка перебуває на лікарняному, не може бути звільненою з роботи. Тому Василь Цушко формально залишився міністром внутрішніх справ України.
Василь Цушко не став депутатом Верховної Ради VI скликання, оскільки Соціалістична партія України набрала менше трьох відсотків голосів і не подолала виборчий бар'єр. У грудні 2007 року на посаді міністра внутрішніх справ його змінив Луценко. 16 жовтня 2008 року Політрада Соціалістичної партії задовольнила заяву, що містилася в листі В. П. Цушка, про виключення його з лав СПУ «за станом здоров'я».
На початку вересня 2009 року Василь Петрович Цушко повернувся в політику. Вперше після тривалої перерви Василь Цушко з'явившись на публіці, — разом з Віктором Януковичем відвідали Одесу з нагоди святкування 215-ї річниці міста. Згодом Василь Цушко став керівником переможної президентської виборчої кампанії Януковича в Одеській області.
10 березня 2010 року, після перемоги Віктора Януковича на президентських виборах, кримінальну справу проти Цушка (всі раніше порушені справи, об'єднані 24 січня 2008 року) було закрито за відсутністю складу злочину.
11 березня 2010 року Василь Цушко був призначений на пост міністра економіки в новому уряді Миколи Азарова.
24 липня 2010 року на позачерговому з'їзді СПУ Мороз запропонував обрати нового голову партії. На розгляд делегатів він виніс три кандидатури в тому числі і кандидатуру Василя Петровича Цушка, який і став новим лідером СПУ «Головою СПУ обрано Василя Цушка, довірену особу Віктора Януковича» // Newsru.ua, 24 липня 2010. Тоді ж за пропозицією Василя Цушка Олександр Мороз був обраний почесним головою Соцпартії України.
9 грудня 2010 року В. П. Цушко був звільнений з посади міністра економіки.
17 грудня 2010 року В. П. Цушко призначений головою Антимонопольного комітету України.
У липні 2011 року Василь Цушко оголосив про свій намір піти з поста голови Соцпартії, пояснюючи своє рішення неможливістю суміщати державну службу і партійну діяльність.
1 квітня 2014 був зареєстрований ЦВК як кандидат на позачергових виборах Президента України шляхом самовисування.
22 травня 2014 року відмовився від подальшої участі у виборах.

## Державні нагороди
- Орден «За заслуги» II ст. (22 січня 2013) — за значний особистий внесок у соціально-економічний, науково-технічний, культурно-освітній розвиток Української держави, вагомі трудові досягнення, багаторічну сумлінну працю[30]
- Орден «За заслуги» III ст. (27 червня 1997) — за особистий внесок у розробку, підготовку та прийняття Конституції України, активну законотворчу роботу[31]

## Особисте життя
Одружений. Має сина та доньку.
Хобі — історична література.